# Jacot (perroquet)

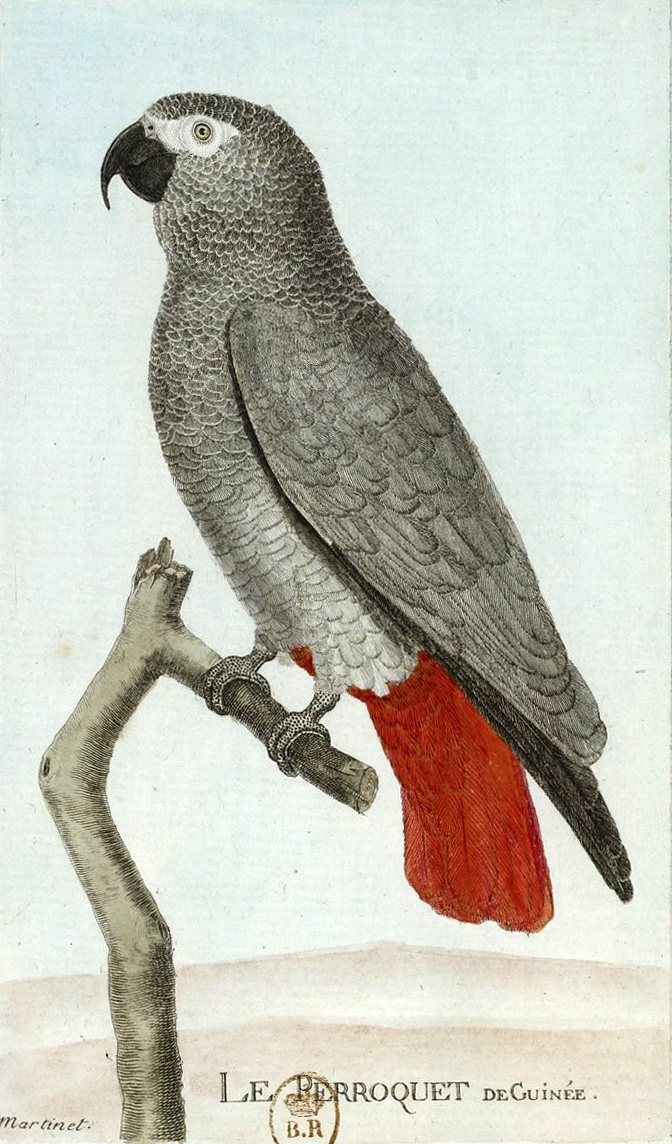
Un perroquet jaco, gravé par François-Nicolas Martinet, 1790. On ignore si Jacot appartenait à cette espèce ou à une autre.

Jacot, souvent surnommé « le perroquet royaliste d'Arras », est le perroquet du duc Louis-Auguste de La Viefville (1723-1794), seigneur de Steenvoorde. Acheté lors d'un voyage du Duc aux Pays-Bas durant l'enfance de sa fille Françoise (1771-1794), le perroquet est considéré comme l'animal de compagnie de toute la famille. Jacot suit systématiquement celle-ci dans ses voyages et dans ses différentes demeures, comme le château ancestral d'Oudenhove à Steenvoorde ou son hôtel particulier d'Arras. Lorsque la Révolution éclate, l'oiseau apprend des formules royalistes et contre-révolutionnaires, telles que : « Vive l’empereur, vive le roi, vivent nos prêtres, et vivent les nobles ». Cette particularité amuse les Arrageois, dont la ville est tombée aux mains de la Terreur en 1792 ; elle vaut cependant la mort à ses maîtres et à l'une de leurs domestiques.
En avril 1794, en effet, le duc de La Viefville, sa fille et leurs deux domestiques sont dénoncés, arrêtés et emprisonnés sur ordre du commissaire Galand, — un proche de Joseph Le Bon —, qui « interroge » Jacot. L'oiseau ne répète pas les propos incriminés, ni face au commissaire politique, ni le lendemain devant le tribunal révolutionnaire. Le Duc et sa fille sont néanmoins jugés coupables et condamnés à mort à l'unanimité. La lingère des Vieufville, jugée coupable de complicité, est également condamnée à l'échafaud. Ils sont tous trois guillotinés le soir même. La nourrice du petit Louis de Béthune des Planques, fils de Françoise né en 1792, demeure en prison en raison de son statut de suspecte mais échappe à la mort car elle n'est pas directement liée à la famille de La Viefville, mais d'abord à celle des comtes de Béthune. 
Jacot, quant à lui, aurait échappé de peu à la mort et fut, d'après le député Armand-Joseph Guffroy, confié à la femme de Joseph Lebon, chargée de lui donner « une éducation plus républicaine. »

## La famille de La Viefville

Les armoiries de la famille de La Viefville.

Louis-Auguste de La Viefville est né le 18 février 1723 à Steenvoorde, en Flandre française. Il est le descendant de Philippe de La Viefville, chevalier banneret de Jérusalem et conseiller chambellan du roi au XVe siècle. Son père, le baron François-Joseph-Germain, obtient en février 1711 l'érection de Steenvorde en marquisat, avec union des terres d’Oudenhove et d’Ochtezeele, par lettres patentes du roi Louis XIV. Son oncle, Jacques-Eustache de La Viefville, vice-roi de Sicile, est quant à lui créé duc de La Viefville en Espagne. Le marquis Louis-Auguste de La Viefville hérite de ce titre à la mort de son oncle (sans postérité) en 1754. En 1754, il est donc titré duc et marquis de La Viefville, marquis de Steenvoorde, Oudenhove et Ochtezeele, comte de Watou et seigneur de Watten et Wulverdinghe. Il est également chevalier de Malte et page du grand-maître de l'ordre.
En 1763, le duc de La Viefville épouse Marie-Antoinette de Béthune des Planques (née le 5 novembre 1733 à Arras), fille du comte de Saint-Venant et vicomte de Lières et chanoinesse séculière à Maubeuge, qui donne naissance en 1771 à la petite Françoise de La Viefville. La duchesse Marie-Antoinette meure toutefois huit ans plus tard, le 22 février 1779, à l'âge de 45 ans, et le Duc doit donc élever seul sa fille dans son château d’Oudenhove, à Stenvoorde. À l'âge requis, Françoise épouse son cousin, Eugène de Béthune des Planques, comte de Béthune et de Saint-Venant, vicomte de Lières, seigneur de Penin et de Souverain-Moulin et lieutenant-colonel d’un régiment au service du Portugal. Avec son mari, Françoise emménage à Poperinge, où elle donne naissance au petit Louis de Béthune des Planques en 1792.
Le duc de La Viefville et sa fille possèdent depuis plusieurs dizaines d'années un perroquet nommé Jacot, qu'il avait acheté aux Pays-Bas, quand Françoise était encore une fillette, et qu'il emporte avec lui dans ses différents déplacements.

## Une famille noble face à la Terreur
Au printemps 1792, lorsque la Terreur gagne Arras, — notamment sous l'influence de Robespierre, dont c'est la ville natale, — le duc de La Viefville séjourne avec Jacot rue du Saumon, dans l'hôtel particulier de son gendre, comme il en a l'habitude depuis le mariage de sa fille avec celui-ci. La famille ne fait pas encore l'objet d'un suivi particulier, mais le duc de La Viefville préfère s'en retourner au château d’Oudenhove, bientôt imité par sa fille et son tout jeune petit-fils, tandis que le comte Eugène décide de rester à Poperinge, dans les Pays-Bas autrichiens. 
Cette décision fait du comte de Béthune un « traître à la Patrie », comme l’atteste plus tard son inscription officielle sur la liste des émigrés, le 6 juillet 1793. En conséquence, le marquis de La Viefville et sa fille sont arrêtés dans leur château, conduits à Arras et incarcérés à la prison des Baudets en août 1793, avant d'être séparés au printemps 1794, pour être transférés respectivement à la prison de l’Hôtel Dieu et à la maison de détention de l’Abbatiale.
Le 22 ventôse an II (12 mars 1794), pour une surveillance plus efficace de la population, un arrêté de Joseph Le Bon ordonne à « tous les citadins qui, depuis le 1er mai 1789, avaient quitté les villes pour se retirer dans les campagnes, à rentrer dans leur domicile respectif pendant la décade suivante. » Libérés de prison, le duc de La Viefville et sa fille s'exécutent et s'installent dans leur hôtel arrageois.

## Un procès politique: l'affaire du «perroquet royaliste»

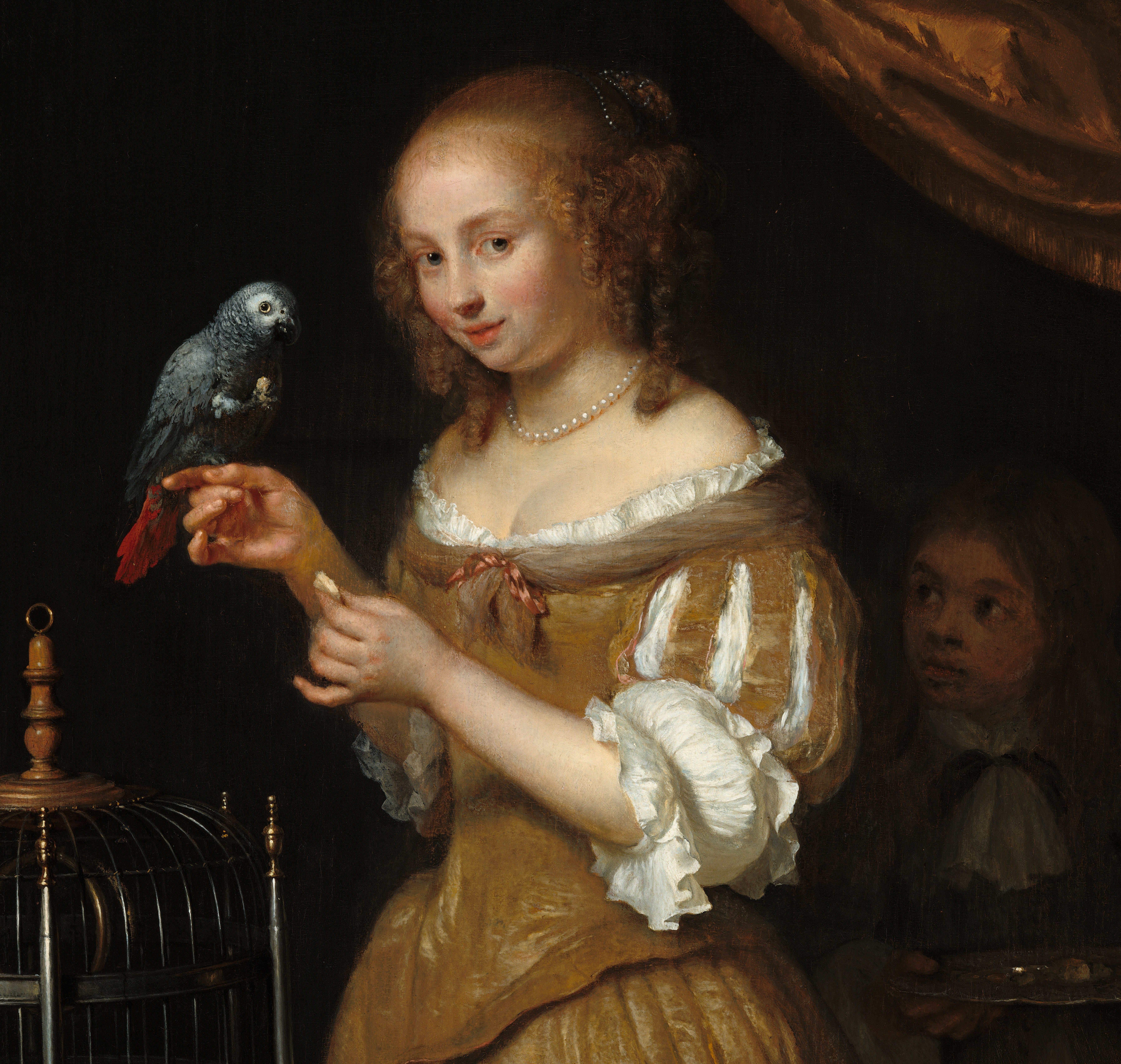
Portrait d'une jeune femme noble, accompagnée de son page, nourrissant un perroquet, par Caspar Netscher (1666, National Gallery of Art).

Les La Viefville installés à Arras, on place le perchoir de Jacot près d’une fenêtre, où des passants, pour la plupart amusés, l'entendent proférer des devises et formules contre-révolutionnaires. 
Averti de ces propos, le commissaire Galand, secrétaire général du département et proche collaborateur de Joseph Le Bon, fait arrêter, le 27 germinal an II (16 avril 1794), la lingère du duc de Viefville Marguerite Farinaux et la nourrice du petit-fils de celui-ci, Caroline Pitre. Quant à Jacot, il est immédiatement conduit devant le commissaire Galand, qui procède à son interrogatoire. Le duc de La Viefville et sa fille, rejoignent leurs domestiques à la prison des Baudets le 3 floréal (22 avril). Les quatre personnes sont accusés — d'être des traitres à la patrie, des ennemis résistants au gouvernement républicain, et d’avoir cherché à provoquer le rétablissement de la royauté ; Louis-Auguste et Françoise Laviefville, ayant instruit et conservé très soigneusement un perroquet, qui répétoit : vive l’empereur, vive le roi, vivent nos prêtres, et vivent les nobles ; et Caroline Pitre et Margueritte Farinaux, étant les complices desdits Louis-Auguste et Françoise Laviefville, n’ayant pas déclaré que ce perroquet existoit dans la maison de ces derniers. —

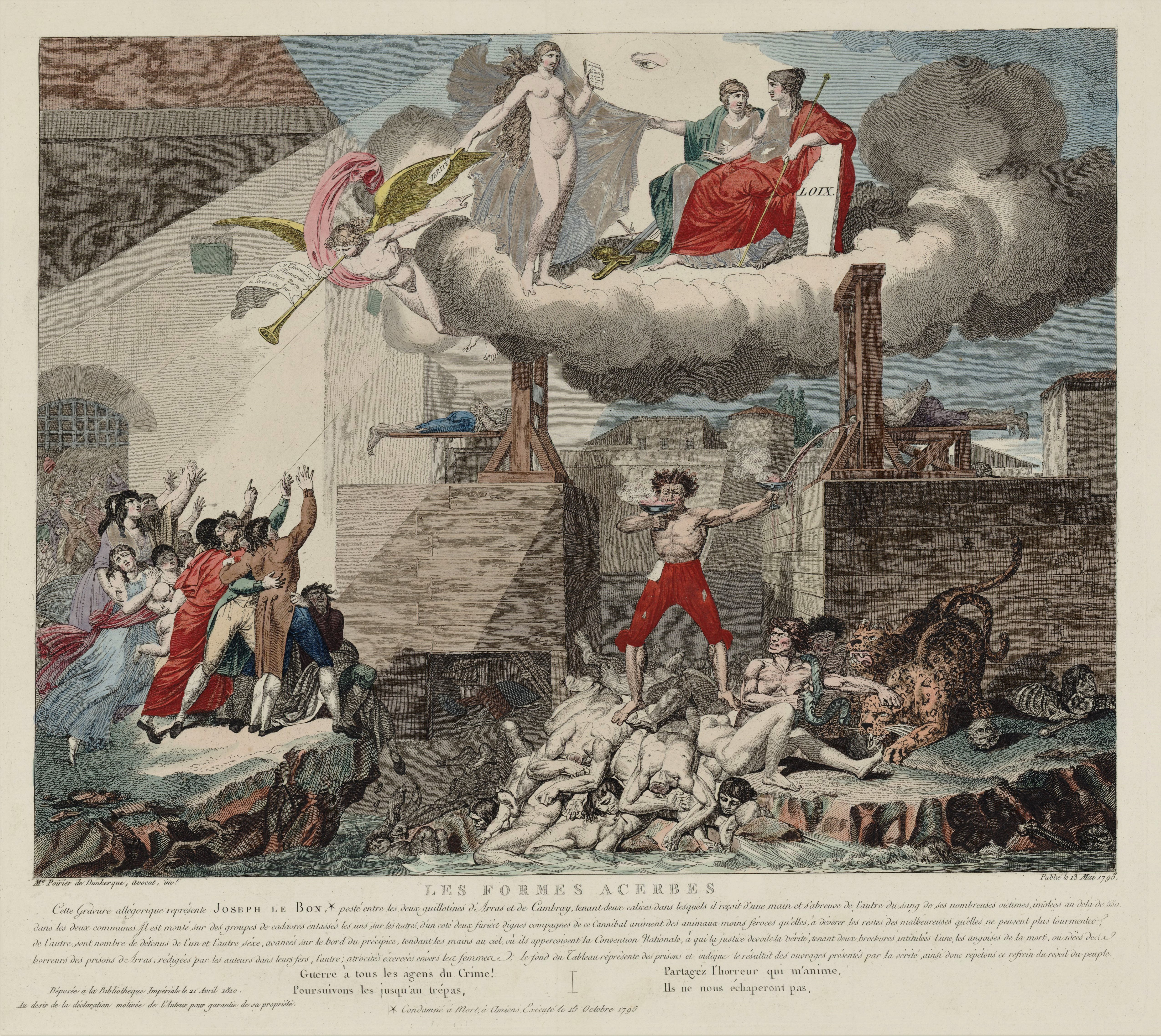
Les formes acerbes, gravure représentant Joseph Le Bon buvant le sang des victimes de la Révolution, sur une pile de cadavres, entre les guillotines d'Arras et de Cambrai.

L’audience s’ouvre le 4 floréal an II (23 avril 1794). Devant le tribunal révolutionnaire, Jacot ne répond aux injonctions de l’accusateur public que par des sifflements. Pour alourdir le dossier, on reproche encore au duc de La Viefville et à sa fille d’avoir tenté d'émigrer, sous prétexte que celle-ci s’était rendue à Poperinge afin d’y accoucher et que son père la visitait quotidiennement. Cette accusation supplémentaire, au vu des preuves apportées, est toutefois écartée, mais l’issue du procès ne fait aucun doute car Joseph Le Bon a veillé à choisir des jurés entièrement dévoués à sa cause. Le duc de La Viefville et sa fille, qui ont refusé toute défense, sont unanimement condamnés à mort. Leurs domestiques bénéficient quant à elles de l’assistance de Joseph Hacot, avocat d’Arras et ami de Joseph Le Bon. Marguerite Farinaux partage le sort de ses maîtres et est elle aussi envoyée à l’échafaud. Seule Caroline Pitre échappe à la peine capitale : sa « trahison » n’étant pas jugée « constante », puisqu’elle dépendait de la maison de Béthune et non directement de celle des La Viefville. Elle reste néanmoins emprisonnée. Le soir même, les trois condamnés sont exécutés place de la Révolution (aujourd’hui place du Théâtre) et leurs biens confisqués. 
Si l'on en croit le député Armand-Joseph Guffroy, après débats, l’oiseau n'aurait finalement pas été tué mais remis à l'épouse de Joseph Lebon, chargée de lui donner « une éducation plus républicaine » et de lui apprendre à crier : « Vive la Nation !, ».

## Postérité
En 2019, l'histoire de Jacot et de sa famille inspire à Sylvie Nève un poème intitulé Jacot, Jacot, vive le Rrrwé !.
En 2022, son histoire inspire également à Charlotte Pouyaud un court-métrage « fantasque » intitulé John et la République. Mémoires d'un perroquet, présenté dans le cadre de l'exposition Panorama 24, au Fresnoy, à Tourcoing.